# Reprezentacja Gwinei w piłce siatkowej mężczyzn
Reprezentacja Gwinei w piłce siatkowej mężczyzn – narodowa drużyna reprezentująca Gwineę w rozgrywkach międzynarodowych. Na przełomie lat 60. oraz 70. XX wieku zespół gwinejski był liczącą się na kontynencie afrykańskim ekipą, która odnosiła sukcesy w turniejach międzynarodowych. W ciągu następnych lat supremację w Afryce uzyskały drużyny Tunezji oraz Egiptu. Obecnie drużyna gwinejska przechodzi znaczący kryzys formy, przez co obecnie jest nieliczącą się lokalna federacją.
Do największych sukcesów ekipy gwinejskiej zalicza się zdobycie brązowego medalu Mistrzostw Afryki oraz zajęcie 24 miejsca na Mistrzostwach Świata w 1970 roku.
Obecnie drużyna zajmuje lokatę poza pierwszą 100. rankingu FIVB.

## Osiągnięcia

### Mistrzostwa Afryki
3. miejsce - 1970